# BKK evm
Die Betriebskrankenkasse EVM ist ein Träger der gesetzlichen Krankenversicherung aus der Gruppe der betriebsbezogenen Betriebskrankenkassen für die Energieversorgung Mittelrhein. Sie ist wählbar für die Mitarbeiterinnen und Mitarbeiter der Unternehmensgruppe Energieversorgung Mittelrhein (EVM) und deren Familienangehörige.
Ihren Ursprung hat die vormalige BKK Kevag Koblenz in der Koblenzer Elektrizitätswerk und Verkehrs-AG. Diese gründete im Jahr 1913 eine Betriebskrankenkasse.
Heute können neben Mitarbeiterinnen und Mitarbeitern der EVM auch Belegschaftsmitglieder der Tochtergesellschaften Energienetze Mittelrhein, Kraftwagen-Verkehr Koblenz, Kevag Telekom, Windpark Westerwald und Naturstrom Rheinland-Pfalz und EVM Service Versicherte werden und dies auch nach dem Ausscheiden aus den Unternehmen bleiben.
Die Körperschaft umfasst neben der eigentlichen Krankenkasse eine Pflegekasse. Im Jahr 2023 zahlte die Körperschaft Leistungsausgaben in Höhe von rund 8,2 Millionen Euro aus. Sie gehört gehört dem Landesverband der Betriebskrankenkassen Mitte, Hannover, an.